# Bernd Kroschewski
Bernd Kroschewski (Constanza, 24 de septiembre de 1970) es un deportista alemán que compitió en snowboard, especialista en las pruebas de eslalon.
Ganó dos medallas en el Campeonato Mundial de Snowboard de 1997, oro en el eslalon y bronce en el eslalon paralelo.

## Medallero internacional
| Campeonato Mundial | Campeonato Mundial   | Campeonato Mundial | Campeonato Mundial |
| Año                | Lugar                | Medalla            | Competición        |
| ------------------ | -------------------- | ------------------ | ------------------ |
| 1997               | San Candido (Italia) | Medalla de oro     | Eslalon            |
| 1997               | San Candido (Italia) | Medalla de bronce  | Eslalon paralelo   |